# Structured investment vehicle
Een structured investment vehicle (SIV) was een type fonds in het schaduwbanksysteem, het stelsel van non-bancaire spelers dat in de jaren 90 en 00 een belangrijke rol speelden in de kapitaalverstrekking aan bedrijven. De SIV werd door Citibank in 1988 uitgevonden, en bleef een populaire investeringsmethode tot de crash van 2008. De basisstrategie van deze investeringsvehikels was om geld te lenen door obligaties met een korte looptijd en een lage rente uit te geven, en het verkregen geld te investeren in obligaties met een langere looptijd en een hogere rente, en daardoor winst te maken op het rente- en looptijdverschil. SIV's waren een vorm van structured finance kredietproduct. Door vertiteling probeerde men een mate van risicospreiding te bewerkstelligen. De meeste gestructureerde investeringsverhikels hadden een grootte van tussen de 1 en 30 miljard US$.
Het verschijnsel SIV verdween na oktober 2008, toen het laatste SIV, het Sigma fonds werd geliquideerd.